# Marilou Awiakta
Marilou Awiakta   (Knoxville, 24 de gener de 1936) és una escriptora cherokee. És graduada en anglès i francès a Universitat de Tennessee el 1958. El 1964 es casà i treballà com a traductora de francès per a les Forces Aèries, alhora que començava a escriure. Autora de Selu: Seeking the Corn Mother's Wisdom (1993), Rising Fawn & The Fire mystery: As Story of Heritage, Family and Courage (1993) i Abiding Appalachia: Where Mountain & Atom Meet (1995).